# Atarba (Atarba) amabilis
Atarba (Atarba) amabilis is een tweevleugelige uit de familie steltmuggen (Limoniidae). De soort komt voor in het Neotropisch gebied.